# Ghent (Minnesota)
Ghent – miasto w Stanach Zjednoczonych, w stanie Minnesota, w hrabstwie Lyon.